# Frigg-veld
Het Frigg-veld is een gasveld in de Noordzee op de grens van het Britse en Noorse continetale vlak. Het werd ontdekt in het Noorse blok 25/1 op 30 maart 1971 door de Pentagone 81 voor het consortium Petronord bestaande uit Norsk Hydro, Elf Aquitaine en Total. De winning uit het veld werd in 2004 gestaakt en in 2010 waren de installaties verwijderd.

## Geologie

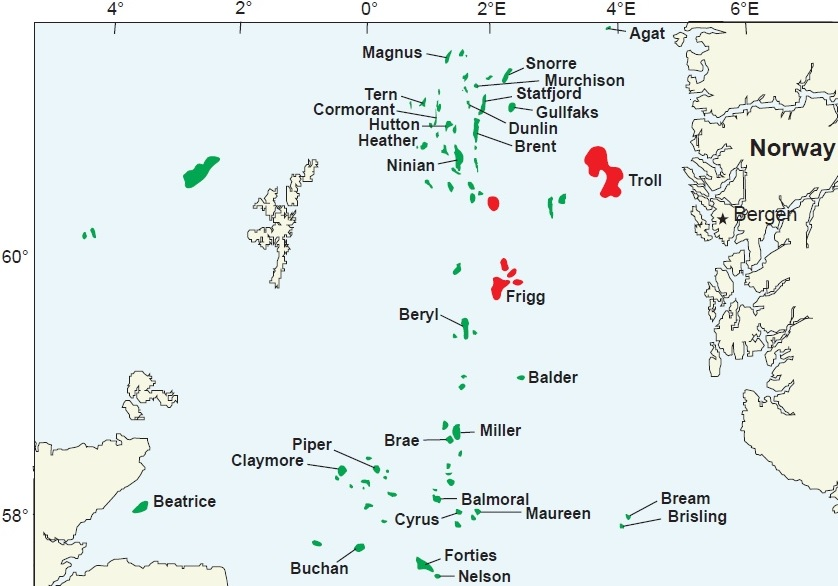
Noordzee-velden

In 1965 begon de Petronord-groep aan de hand van reflectieseismiek te zoeken naar olie op het Noorse continentale plat ten zuiden van 62°N. In 1966 werd in een raster van 15 bij 20 km voor het eerst de Frigg-structuur waargenomen als wat men toen beschouwde als de bovenzijde van het Boven-Krijt. Nadat in 1968 de Phillips-Petronord-groep het Cod-veld in Paleoceen-zanden ontdekte, werd langs de Brits-Noorse grens een tweede serie van seismisch onderzoek geschoten om zo een selectie te kunnen maken in de tweede concessieronde. Op basis hiervan werden door de Petronord-groep voor acht blokken concessies aangevraagd, waarvan er vier werden toegekend op voorwaarde dat de Noorse Staat als partner kon optreden als er een commerciële ontdekking werd gedaan. Twee van de blokken waren 25/1 en 25/2. Daarna werd een nieuw seismisch rooster geschoten van 5 bij 5 km waarbij de Frigg-structuur duidelijk gedefinieerd werd, vooral bovenaan de basale tertiaire zanden.
Daarna was de weg vrij voor proefboringen die werden uitgevoerd met de Pentagone 81. Op 30 maart 1971 werd in een waterdiepte van 100 meter bij put 25/1-1 op 1812 meter boordiepte de bovenkant van het Paleoceen aangetroffen met daaronder gashoudend Eoceen. Deze afzetting ging zo'n 135 meter door tot een olie-laag werd aangeboord van zo'n 10 meter. Op 1947 meter diepte werd een mengsel van gas en olie aangetroffen. Het gas werd getest op 675.000 m³/dag. Daarmee werd bevestigd dat het een zeer groot veld betrof.
Daarna werden nog twee seismische onderzoeken uitgevoerd van bij elkaar 550 kilometer. In juli 1971 werd de eerste evaluatieboring uitgevoerd, 25/1-2. Deze bevond zich ongeveer 5,5 km noord van 25/1-1 en hier werd een gaskolom van 49 m en een oliekolom van 10 m gevonden. Dit bleek een uitloper van hetzelfde reservoir. De tweede evaluatieboring 25/1-3 werd in november 1971 op ongeveer 5 km ten noordoosten van 25/1-1 geboord en hier werd een gaskolom van 17 m en een oliekolom van 10 m gevonden. Daarmee bleek dat het reservoir zich ver naar het oosten uitstrekte, maar op basis van de drie boringen en een herinterpretatie van het seismische onderzoek werd geconcludeerd dat het reservoir kleiner en complexer was dan aanvankelijk gedacht.
Op 8 juni 1970 waren ook de Britse blokken 10/1 en 10/6 ten westen van de Frigg-structuur door de Britse autoriteiten toegekend aan de groep van Total Oil Marine en Elf Aquitaine. Hier werd de derde evaluatieboring gedaan, 10/1-1. Deze bevond zich ongeveer 7 km ten zuidwesten van 25/1-1 en hier werd een gaskolom van 92 m met daaronder een oliekolom van 11 m. De vierde evaluatieboring 10/1-2 werd ongeveer 4 km ten westen van 25/1-1 gedaan en hier werd op een diepte van 1951 m olie aangetroffen in Frigg-zand, waarmee de westelijke grens was gedefinieerd.
Daarop werd in de zomer van 1973 een nieuw gedetailleerd seismisch onderzoek uitgevoerd, dat met de boringen tot de conclusie leidde dat het Frigg-veld een oppervlakte van ongeveer 115 vierkante kilometer betrof met een maximale gaskolom van 170 m. Aan Noorse zijde bevond het zich in blok 25/1 en voor een klein deel in 30/10, terwijl het aan Britse zijde in blokken 10/1, 10/6 en 9/10a lag. Op basis hiervan werd besloten om het veld te ontwikkelen.
Rond het Frigg-veld werden daarna andere velden aangetroffen die gebruik maakten van de infrastructuur van Frigg. Op 4 augustus 1973 begon Pentagone 81 te boren in East Frigg. North-East Frigg werd ontdekt door de Deep Sea Driller in het voorjaar van 1974. Op 28 maart 1974 ontdekte Esso met de Drill Master in blok 30/10, ongeveer 13 km ten noorden van 25/1-1, een gaskolom aan van 2,5 m en een oliekolom van 7,5 m. Dit bleek het Odin-veld, een kleine uitloper van de Frigg-structuur. De Drill Master ontdekte in juni 1975 ook het Alwyn-veld. Lille-Frigg werd ontdekt in 1975. In het najaar van 1987 werd op zo'n 32 km zuidoost van 25/1-1 Frøy ontdekt, een olieveld.

## Frigg-verdrag
Omdat het veld in zowel Brits als Noors gebied lag, moest er eerst bepaald worden hoeveel gas zich aan welke kant van de grens bevond, of het als een veld geëxploiteerd zou worden of als twee, en waarheen het zou worden geëxporteerd. Het Noorse aandeel werd vastgesteld op 60,82% en het Britse aandeel op 39,18%. Dit werd overeengekomen op 10 mei 1976 in het Frigg-verdrag. Het was een belangrijke doorbraak over hoe twee landen samen een veld exploiteren en zou daarna als voorbeeld dienen voor Statfjord en Murchison.
Aan de Britse kant werd de Britse tak van Total operator met daarnaast als concessiehouders de Britse vestigingen van Elf en Aquitaine, terwijl aan de Noorse kant Elf als operator fungeerde met daarnaast als concessiehouders Norsk Hydro en Statoil en de Noorse vestigingen van Aquitaine en Total. In 2000 fuseerde Elf Aquitaine met Total als TotalFinaElf en vanaf 2003 Total.
In 1992 vroeg Noorwegen om ook andere velden in de buurt via Frigg te exporteren, maar het Verenigd Koninkrijk weigerde dit aanvankelijk. Pas in 1997 werd een aangepast verdrag afgesloten.

## Ontwikkeling
Om uit de velden te kunnen produceren, werd overeengekomen om een aantal platformen te plaatsen.
| Platform                               | Functie                                     | Onderstel    | Materiaal | Bouw                             | Productie      | Plat |
| -------------------------------------- | ------------------------------------------- | ------------ | --------- | -------------------------------- | -------------- | ---- |
| DP1 drilling platform                  | Boorinstallatie                             | Acht poten   | Staal     | UIE, Cherbourg                   | Onbruikbaar    | GB   |
| CDP1 concrete drilling platform        | Boorinstallatie                             | Howard-Doris | Beton     | Norwegian Contractors, Åndalsnes | september 1977 | GB   |
| TP1 treatment platform                 | Behandelingsinstallatie                     | Sea Tank     | Beton     | McAlpine, Ardyne Point           | september 1977 | GB   |
| QP quarters platform                   | Accommodatie                                | Vier poten   | Staal     | UIE, Cherbourg                   | mei 1976       | GB   |
| FP flare platform                      | Affakkel-installatie                        | Scharnierend | Staal     | CFEM, Rouen                      |                | GB   |
| MCP-01 manifold compression platform   | Compressieplatform voor Frigg-pijpleidingen | Doris        | Beton     | Skånska, Strömstad               | september 1977 | GB   |
| DP2 drill platform                     | Boorinstallatie                             | Acht poten   | Staal     | UIE, Cherbourg                   | augustus 1978  | NO   |
| TCP2 treatment and compressor platform | Behandelings- en compressorinstallatie      | Condeep      | Beton     | Norwegian Contractors, Åndalsnes | augustus 1978  | NO   |

### Frigg DP1
Het contract voor de bouw en installatie van Frigg DP1 was verleend aan McDermott dat het onderstel liet bouwen bij Union Industrielle d'Entreprise (UIE) in Cherbourg. Na de nodige vertraging werd het jacket op 14 oktober 1974 gelanceerd op 1600 meter van de ontwerppositie. Hierna zou het vanaf het gecombineerde kraanschip/ pijpenlegger E.T.P.M. 1601 overeind geballast moeten worden tot het enkele meters boven de zeebodem dreef en daarna naar de ontwerppositie gemanoeuvreerd worden en op de zeebodem geplaatst. Een van de drijflichamen raakte echter lek, waarop het jacket inzonk en de overige 15 drijflichamen implodeerden door de waterdruk. Het jacket zonk daardoor ongecontroleerd tot op de zeebodem op de verkeerde locatie. De drijflichamen bleken te dunwandig te zijn gemaakt en niet bestand tegen de waterdruk.
Met E.T.P.M. 1601 werd nog gepoogd het jacket te verplaatsen, maar door slecht weer moest dit gestaakt worden. Ook was het jacket met 6700 ton (weliswaar boven water) veel zwaarder dan de capaciteit van de E.T.P.M. 1601. Daarna werd nog een poging gedaan om met luchtzakken een deel van het gewicht over te nemen en het jacket daarna te verplaatsen met de E.T.P.M. 1601, maar ook dit had geen succes. Met de winter op komst werden nieuwe pogingen gestaakt. In juli 1975 werd opnieuw een poging tot verplaatsing gedaan, maar het bleek structurele schade te hebben opgelopen en zo werd besloten het te laten staan in een waterdiepte van 107 meter, net een meter boven water uitstekend. Zo bleef het daar uiteindelijk staan tot het in 2009 verwijderd werd door Saipem met de Saipem 7000 tijdens het Frigg Cessation Project.

### Frigg CDP1
Nadat Frigg DP1 onbruikbaar was geraakt, werd in plaats hiervan het betonnen Howard-Doris-platform gebruikt dat eigenlijk voor Frigg MP1 (manifold platform) bedoeld was. Dit was nog niet volledig voltooid en werd daarop omgebouwd tot boorplatform. De bouw vond plaats bij Åndalsnes, aanvankelijk in een dok, daarna in het Romsdalsfjord om met glijbekisting afgebouwd te worden.
Op 18 november 1990 werd de productie vanaf dit platform gestaakt. In 2007-08 werd het dek verwijderd en bleef alleen het betonnen Howard-Doris-platform staan.

### Frigg TP1
Frigg TP1 was een van de twee behandelingsinstallaties en verwerkte het gas van CDP1. Dit was een betonnen Sea Tank-platform die gebouwd werd door McAlpine in Ardyne Point aan Loch Striven. Na voltooiing van dit platform werd de module met de behandelingsinstallatie in april 1976 door de E.T.P.M. 1601 met de L.B. Meaders in Loch Fyne als tandemhijs uitgevoerd, omdat de 1870 ton te veel was om als enkele hijs uitgevoerd te worden.
In 1990 werd de behandelingsinstallatie verwijderd en werd het een riserplatform.

### Frigg QP
Frigg QP was het accommodatieplatform voor Frigg TP1 en Frigg TCP2 waarmee het met bruggen verbonden was. Het stalen onderstel hiervan werd gebouwd door UIE in Cherbourg, het module support frame (MSF) door UIE in Saint-Wandrille en de accommodatiemodule door Chantiers de la Garonne in Bordeaux.
Het onderstel werd op 16 juli 1975 gelanceerd en geïnstalleerd door Oceanic Contractors van McDermott met de DB 22. In oktober werd het MSF geplaatst op het onderstel, waarna de winter aanbrak. In mei 1976 werd een tijdelijke accommodatie geplaatst tot op 18 april 1977 de permanente accommodatie met helidek was geplaatst. De ICAO-code was ENFR.
Frigg QP had geheel in Britse wateren geplaatst moeten worden, maar het stond uiteindelijk 10 meter in Noorse wateren. Om praktische redenen werd overeengekomen dat de grens midden op de brug tussen TP1 en TCP2 lag. Frigg QP bevatte naast de accommodatie ook de centrale controlekamer waarvandaan het gehele veld bediend werd.
Het werd in 2009 verwijderd.

### Frigg FP
Frigg FP (flare platform) werd gebouwd door Compagnie Française d'Entreprises Métalliques (CFEM) in Rouen. Het was scharnierend met de zeebodem verbonden zodat het mee kon bewegen met stroom en golven. Het was via een pijpleiding verbonden met TP1 zodat tijdens opstarten van productie en in noodgevallen gas afgefakkeld kon worden.

### Frigg MCP-01
Frigg MCP-01 (manifold compression platform) was een vervanging van Frigg MP1 toen dat gebruikt moest worden voor Frigg CDP1. Deze onverwachte opdracht kon door capaciteitproblemen niet bij de gebruikelijke werven gebouwd worden en zo werd dit betonnen Doris-platform bij Skånska Cementgjuteriet in Strömstad gebouwd. De dekmodules werden gebouwd bij McAlpine. In juni 1976 werd het geplaatst in blok 14/9 halverwege Frigg en St Fergus.
Het diende als boosterplatform om de gasdruk en daarmee volumestroom in de pijpleidingen op peil te houden tussen Frigg en St Fergus Gas Terminal. Daarnaast waren pijpleiding-inspectie-instrumenten of pigs toen nog niet in staat om de gehele afstand in een keer af te leggen. De pijpleidingen waren Frigg UK Pipeline en Frigg Norwegian Pipeline. Later werden ook het nabij gelegen Piper en Tartan aangesloten op MCP-01.
In 1992 werd het een NNM-installatie (not-normally-manned). Gedurende 2004-05 werd MCP-01 buiten gebruik genomen en werden bypasses aangelegd voor de pijpleidingen.

### Frigg DP2

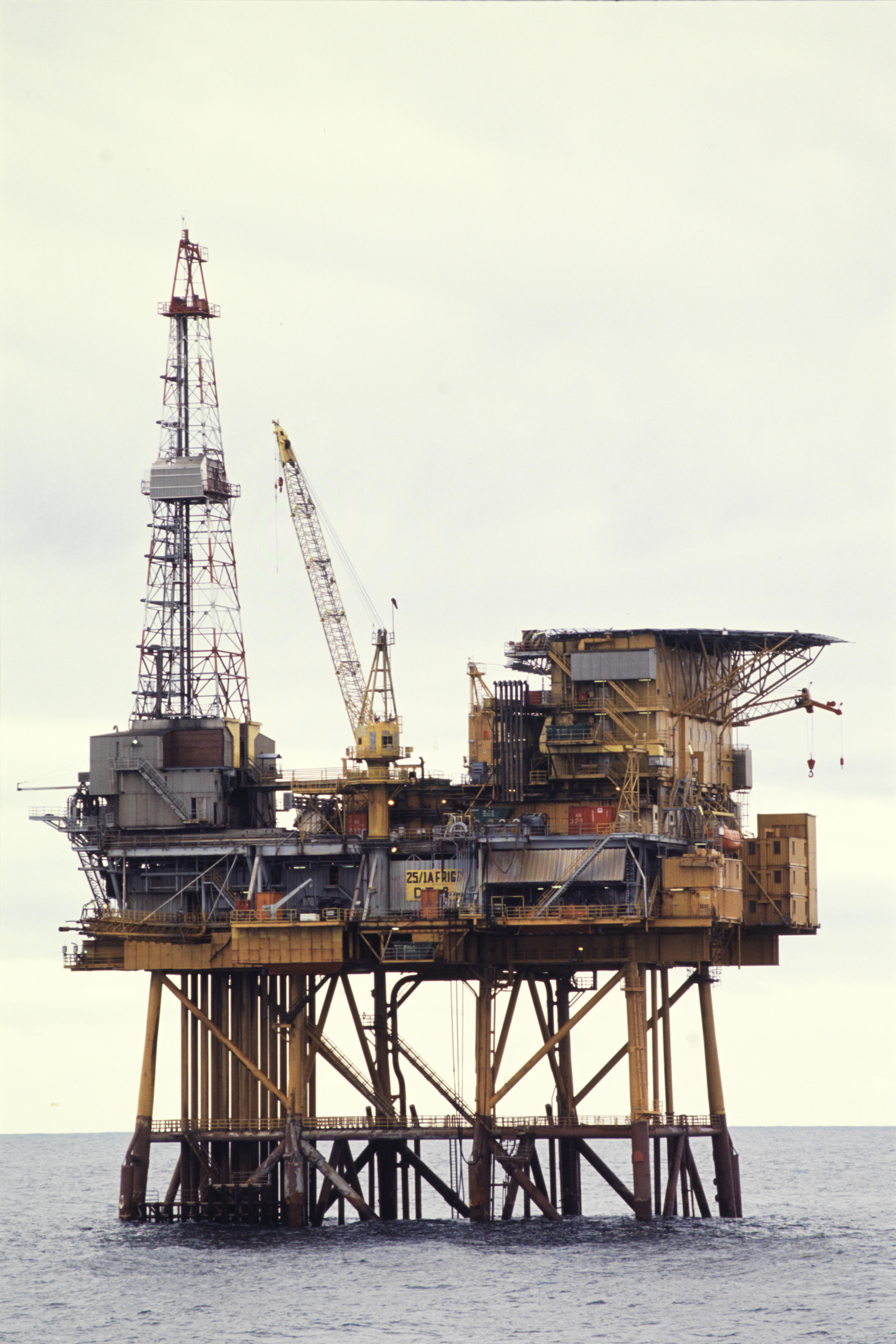
Frigg DP2

Frigg DP2 was een stalen platform met boorinstallatie waarvan het onderstel gebouwd werd door UIE in Cherbourg en de dekmodules in Saint-Wandrille. Op 11 mei 1976 werd het gelanceerd vanaf de transportbak, waarna installatie zonder grote problemen verliep, niet onbelangrijk na het incident met DP1. Op 4 augustus plaatste de PM 25 van Micoperi het MSF. De accommodatie en het helidek volgden eind oktober. De Unifor 1 boorinstallatie van Forex werd in het voorjaar van 1977 geplaatst. In november werd begonnen met boren en in vanaf augustus 1978 werd er gas geproduceerd.
Vanaf 1990 was de techniek van gestuurde boringen dusdanig verbeterd dat CDP1 buiten gebruik kon worden genomen en alle boringen vanaf DP2 konden worden voltooid.
Op 26 oktober 2004 werd de productie gestaakt waarmee het Frigg-veld stil kwam te liggen. In 2008 werd het platform verwijderd.

### Frigg TCP2
Frigg TCP2 (treatment and compressor platform) was een betonnen condeep met behandelings- en compressorinstallatie en verwerkte het gas van DP2. Dit werd net als CDP1 in Åndalsnes gebouwd, maar liep door lekkage in het dok bijna een jaar vertraging op. Uiteindelijk werd het op 22 juni 1976 op de zeebodem geplaatst, nog net in Noorse wateren. De bij Mercantile in Antwerpen gebouwde brug tussen TCP2 en TP1 vormde die tijd de enige directe grens tussen Noorwegen en het Verenigd Koninkrijk.
Nadat DP2 stopte met produceren in 2004 werd ook TCP2 buiten gebruik genomen.

### Frigg-pijpleidingen
Met een grotere afzetmarkt voor gas in het Verenigd Koninkrijk dan in Noorwegen, werd besloten het gas te transporteren naar St Fergus in Schotland. Tussen Frigg en de St Fergus Gas Terminal werden twee pijpleidingen aangelegd, de Frigg UK Pipeline (FUKA) en de Frigg Norwegian Pipeline (FNP). Dit waren met 32 inch (81 centimeter) de grootste pijpleidingen die op waterdieptes van 100 tot 150 meter werden gelegd. Beide leidingen vielen tot een aanpassing van het Frigg-verdrag in 1998 onder Noorwegen, hoewel ze geheel in Britse wateren lagen.
Drie pijpenleggers werden gebruikt om de twee pijpleidingen te leggen, de BAR 324 van Brown & Root, de LB 27 van McDermott en de E.T.P.M. 1601 van ETPM. Daarnaast werden er twee sleuvengravers gebruikt.
Voor tie-ins gebruikte Brown & Root in 1975 de Hugh W. Gordon en in 1976 de BAR 323, met duikers van Taylor Diving voor het onderwaterlassen. Daarnaast werd de E.T.P.M. 701 gebruikt in 1976 met duikers van Comex.
Voor onderwaterinspecties werd een ROV van Institut Français du Pétrole, een Télénaute 1000, gebruikt, maar deze voldeed niet en werd in 1975 vervangen door bemande onderzeeërtjes. P&O Offshore bracht de PC 9 van Perry Submarine en de Mermaid 3 van Bruker in en Intersub de PC 1201 van Perry Submarine.